# Migration
Migration eller folkevandring er en gruppe menneskers eller dyrs bevægelse eller flytning fra et sted til et andet, ofte over længere strækninger. De deltagende migranter er ofte tvunget til at foretage den pågældende flytning af en eller anden – ofte ydre – omstændighed, som de selv kun har ringe – eller ofte ingen – direkte indflydelse på, eller de kan foretage migrationen, fordi de eventuelt forventer at få bedre levevilkår på de steder, de migrerer til.
Man kan skelne mellem tilvandring fra andre steder og afvandring til andre steder (hvis migrationen sker over en statsgrænse tales om henholdsvis indvandring og udvandring).
De statistikker, der er blevet offentliggjort om indre vandringer i Danmark under overskriften "Befolkningens Bevægelser", giver kun få muligheder for en undersøgelse af vandringsstrømmenes geografiske mønster. De geografiske begreber, denne statistisk anvender, bliver behandlet isoleret; oplysningerne er samlede tal for fødte, døde og til- og fravandrede, og siger intet om vandringsveje og -afstande, udvekslingen områderne imellem og lignende. I forbindelse med folketællinger hvert tiende år op til 1940 blev der offentliggjort tabeller over befolkningen fordelt efter opholdsamt, fødestedsamt, land hhv. by og køn. På grundlag af folketællingen i 1911 foreligger dog en opgørelse over befolkningens fordeling efter afstand mellem fødested og opholdssted (mellem befolkningernes tyngdepunkter i fødestedsamt og opholdsamt).
Der foreligger dog en række undersøgelser om vandringsforhold til bestemte byer, således blandt andet Esbjerg og Grindsted. Disse undersøgelser viser sammensatte vandringsmønstre med følgende træk:
1. vandringernes intensitet aftager med voksende afstand fra vandringsmålet,
2. vandringer sker først og fremmest blandt yngre befolkningsgrupper (15-25 år),
3. indtil omkring 1970 skete vandringer først og fremmest fra landdistrikter mod bymæssige bebyggelser (men meget uens for de enkelte byer), fra 1950 og fremefter suppleret af vandringer fra byer til omgivende områder (kaldet "suburbanisering", hvis de sker til forstæder, og "desurbanisering", hvis de sker til landdistrikter).

Man har skelnet mellem etableringsvandringer, hvor unge og ugifte skifter bopæl som følge af uddannelses- og erhvervsmuligheder og/eller ægteskab, og karrierevandringer for embedsfolk og lignende.

## Forskellige former for menneskelig migration

### Grundtyper
- Emigration – betegner udvandring, og emigranter er de personer, der udvandrer.
- Immigration – betegner indvandring, og immigranter er de personer, der indvandrer.
- Remigration – betegner tilbagevandring, og remigranter er personer, der vender tilbage til det sted, de kom fra.[4]

### Årsagstyper
- Politisk migration – betegner enten tvungne migrationer (tvangsforflytning) eller flugt fra politisk undertrykkende regimer.
- Økonomisk migration – betegner folkevandring i beskæftigelsesmæssigt øjemed, fx flugt fra arbejdsløshed eller med henblik på at forbedre sine indkomstvilkår.
- Økologisk migration – betegner folkevandring som følge af naturkatastrofer eller fra nedbrydning eller nedslidning af naturgrundlaget, eventuelt som følge af overudnyttelse (udpining).
- Illegal migration – der betegner forsøg på indvandring til en land eller region, hvor indvandringspolitikken eller -lovgivningen ikke overholdes og forsøges omgået.

### Tidsperiode
- Folkevandringstiden – betegner en langvarig bølge af migrationer.

### Interne vandringer
- Land til by migration – betegner den periode, der kendetegnede industrialiseringen.
- Sæsonafhængig migration – anvendes af eksempelvis arbejdere der tager sæsonarbejde, fx i sommermåneder, under høsten eller tilsvarende.

### Livsform
- Nomader – flytter hele deres samfund med under deres ofte kontinuerlige migrationer, som for manges vedkommende kan antage karakter af sæsonafhængig migration. Et eksempel herpå er rensdyrnomader.

## Andre former for migration
De fleste dyrearter, fugle, insekter, fisk og havorganismer er involveret i sæsonafhængig migration, hvorunder de konstant flytter sig fra områder med utilstrækkelig føde til steder med tilstrækkelig eller (forhåbentlig) mere føde.